# گرد کانتر
گرد کانتر عضو تیم ملی دو و میدانی استونی و قهرمان جهان در پرتاب دیسک است.

## المپیک تابستانی ۲۰۱۲
وی در بازیهای المپیک ۲۰۱۲ لندن، با پرتابی به میزان ۶۸ متر و ۳ سانتیمتر، پس از رابرت هارتینگ آلمان و احسان حدادی ایران بر سکوی سوم ایستاد و به نشان برنز المپیک رسید.